# Orešac (Vršac)
Pour les articles homonymes, voir Orešac.

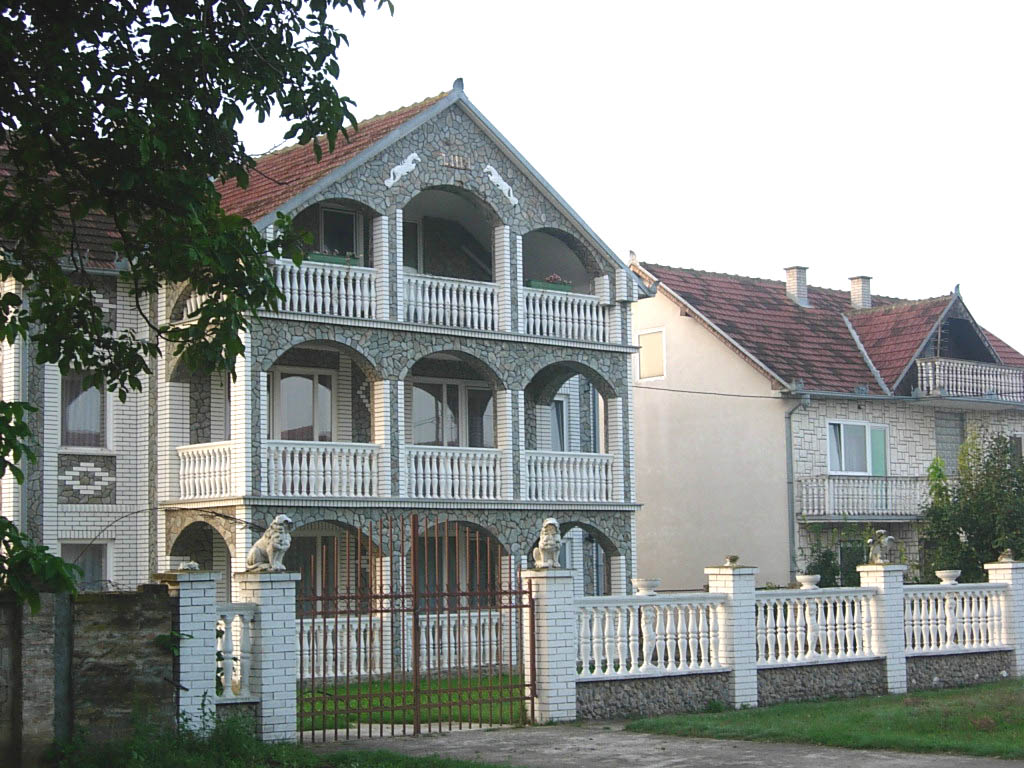
Maison ancienne à Orešac

Orešac (en serbe cyrillique : Орешац ; en roumain Oreșaț ; en hongrois : Homokdiód) est un village de Serbie situé dans la province autonome de Voïvodine. Il fait partie de la municipalité de Vršac dans le district du Banat méridional. Au recensement de 2011, il comptait 356 habitants.

## Démographie

### Évolution historique de la population
| 1948 | 1953 | 1961 | 1971 | 1981 | 1991 | 2002 | 2011 |
| ---- | ---- | ---- | ---- | ---- | ---- | ---- | ---- |
| 801  | 840  | 813  | 738  | 647  | 570  | 420  | 356  |

|  |